# Jens Riber
Jens Gregersen Riber oder Jens Gregoriussen Riber oder Jens Gregerssøn Riber (* 1480 (?) in Ribe, Dänemark; † 9. August 1571 in Stavanger, Norwegen) war der erste lutherische Bischof auf den Färöern und später in Stavanger.

## Leben
Riber war Kapellan an der Domkirche zu Bergen, als er 1540 von König Christian III. zum Superintendenten über die Färöer berufen wurde, um die Reformation auf den Färöern einzuführen. Er löste den letzten katholischen Bischof Ámundur Ólavsson ab und nahm dessen Sitz in Kirkjubøur ein.
1556 oder 1557 verließ er wieder die Färöer. Der spätere Chronist Lucas Debes schreibt, dass Riber aus Furcht vor Piraten geflohen sei, nachdem diese den Bischofssitz in Kirkjubøur überfallen hätten. Absalon Pederssøn Beyer, der selbst an der Domkirche zu Bergen arbeitete, erwähnt aber nichts dergleichen, sondern berichtet, dass Riber nach Kopenhagen gefahren sei und um eine Entlassung aus dem Amt auf den Färöern bat, weil er dort zu viele Widersacher und keine große Autorität gehabt hätte.
Der färöische Historiker Hans Jacob Debes hält es für wahrscheinlich, dass sich die Färinger schwertaten, die neue Konfession anzunehmen. Ein Reformationsstreit, der überall im dänisch-norwegischen Reich stattgefunden haben muss, denn Christian III. verlangte in einem Rundschreiben an alle Superintendenten die Durchführung spezieller Gebetstage, da „sich Sünde und das Böse vermehren und Zeremonien nicht eingehalten werden“. Tatsächlich sollen viele Färinger nur unwillig den Zehnten an die neue Kirche abgeführt und am katholischen Glauben festgehalten haben, zumal die Reformation den Färöern von außen oktroyiert wurde.
Als Jens Riber aus dem Amt schied, wurde das Bistum Färöer aufgehoben, und die Färöer wurden eine Propstei des Bistums Bjørgvin (Bergen).
Riber wurde 1557 Bischof von Stavanger, obwohl er als charakterlich schwach und uninteressiert galt. Das Dansk biografisk leksikon spricht sogar vom „größten Missgriff in der norwegischen Kirchengeschichte“. Aus dieser Zeit sind keine herausragenden Dinge überliefert, außer dass er 1564 zum Umbau des Doms von Stavanger beitrug, indem er unter anderem eine Sondersteuer zum Erhalt des heruntergekommenen Bauwerks durchsetzte.
1565 stellte man ihm den ambitionierten Gemeindepfarrer und Lehrer Jakob Matsson zur Seite, aber als dieser 1569 starb, verschlechterte sich die Zustand im Bistum noch einmal. 1571 griff der Lehnsherr von Bergenhus, Mads Skeel, ein und ernannte Jørgen Erikson (Erikssøn) zum Assistenten des nunmehr 90-jährigen Riber, der sich aber weigerte, etwas von seinen Einkünften an Erikson abzutreten. Eriksen kehrte unverrichteter Dinge nach Bergen zurück und ging nach Kopenhagen, wo König Friedrich II. Bischof Riber endlich absetzte und Erikson als neuen Superintendenten von Stavanger einsetzte.
Jens Riber erfuhr von seiner Absetzung nichts mehr, weil er vorher verstarb.